# Kurt Friedrich von Flanß
Kurt Friedrich von Flanß (* 1708; † 26. Februar 1763 in Gröbnig bei Leobschütz) war ein preußischer Generalmajor und Chef des Dragoner-Regiments Nr. 3.

## Herkunft
Kurt Friedrich entstammte dem uralten märkischen Geschlecht Flanß. Er ist der Sohn von Henning Ehrenreich von Flanß (* 14. Juli 1666; † 1735) und dessen Frau Elisabeth Gottliebe von Hake (1669–?). Der preußische Generalfeldmarschall Adam Christoph von Flanß ist sein Onkel.

## Leben
Er trat 1725 als Fähnrich beim Dragoner-Regiment Nr. 1 (von Platen) ein, wurde 1743 Rittmeister beim Kürassier-Regiment Nr. 4 (Geßler) und kam nach Beendigung der beiden ersten schlesischen Kriege nach Oberglogau in Oberschlesien in Garnison. Am 21. Dezember 1750 wurde er zum Major und am 11. Juni 1756 (Datum des Patents) zum Oberstleutnant befördert. Am 6. Mai 1757 wurde er in der Schlacht bei Prag verwundet und gefangen genommen. Bereits im Februar 1758 wieder ausgelöst, wurde er am 26. Februar 1759 zum Oberst ernannt. Der König verlieh ihm für sein vorbildliches Verhalten im Gefecht bei Mühlberg den Orden Pour le Mérite und ernannte ihn nach der Schlacht bei Torgau im November 1760 zum Generalmajor. Das Dragoner-Regiment Nr. 3 (Meinecke), zu dessen Chef er am 11. April 1761 befördert wurde, kommandierte er im Kriege fast nie; gewöhnlich (so im Lager von Bunzelwitz 1761) befehligte er 5 Schwadronen Bredow und 5 Schwadronen Vasold, bei der Belagerung von Schweidnitz 1762 eine aus 15 Schwadronen und einem Garnisonsbataillon gebildete Brigade.
Er starb an Fleckfieber in Gröbnig (auch: Gröbning) in Oberschlesien.

## Familie
Nach dem 2. Schlesischen Kriege hatte er sich mit Alexandrina Dorothea von Friedeborn (1720–1765) verheiratet. Sie war die Tochter des Oberstleutnants und Kommandanten von Küstrin, Alexander von Friedeborn, und dessen Frau, einer geborenen von Müllenheim.
Das Paar hatte folgende Kinder:
- Alexander Ludwig Karl (* 1748; † 1767) starb als Fähnrich in Kürassier-Regiment Woldeck
- Christoph Friedrich (* 1750; † 1775) starb als Fähnrich bei Husaren-Regiment Podjurski
- Maria Charlotte Friederike (* 3. Mai 1752; † 25. Juni 1812) ⚭ 1784 Johann Fabian Wilhelm von Schätzel (1739–1803), Generalmajor
- Curd Philipp Leopold (* 1756; † 1757)
- August Ferdinand, (* 2. März 1754; † 17. September 1804) Gouverneur des Hof- und Leibpageninstituts in Potsdam ⚭ Maria Philippine von Barfuß (* 1769; † 11. Oktober 1802)